# آزور (تل‌آویو)
آزور (به لاتین: Azor) یک منطقهٔ مسکونی در اسرائیل است که در استان تل‌آویو واقع شده‌است.